# Ideoblothrus insularum
Espèce
Synonymes
- Pachychitra insularum Hoff, 1945

Ideoblothrus insularum est une espèce de pseudoscorpions de la famille des Syarinidae.

## Distribution
Cette espèce est endémique des Antilles. Elle se rencontre à Porto Rico sur Desecheo et en Jamaïque.

## Description
Les mâles mesurent de 1,8 à 2,1 mm.

## Systématique et taxinomie
Cette espèce a été décrite sous le protonyme Pachychitra insularum par Hoff en 1945. Elle est placée dans le genre Ideoblothrus par Muchmore en 1982.

## Publication originale
- Hoff, 1945 : New neotropical Diplosphyronida (Chelonethida). American Museum Novitates, no 1288, p. 1-17 (texte intégral).